# Цдо
Цдо (груз. ცდო) — село в Грузии, на территории Казбегского муниципалитета края (мхаре) Мцхета-Мтианети.

## География
Село находится в северо-восточной части Грузии, на левом берегу реки Терек, на расстоянии приблизительно 3 километров (по прямой) к северу от посёлка городского типа Степанцминда, административного центра муниципалитета. Абсолютная высота — 1465 метров над уровнем моря.

## Население
По результатам официальной переписи населения 2014 года в Цдо проживало 17 человек (7 мужчин и 10 женщин). В национальной структуре населения грузины составляли 100 %.
| Год  | Население, человек |
| ---- | ------------------ |
| 2002 | 28                 |
| 2014 | ↘ 17               |